# パトリック・グレチュ
パトリック・グレチュ（Patrick Gretsch、1987年4月17日 - ）は、ドイツ、エアフルト出身の自転車競技（ロードレース）選手。

## 来歴
2004年
- ロードレース世界選手権ジュニア部門・個人タイムトライアル(ITT) 優勝
- ドイツ選手権・ジュニア部門 ITT 優勝
- ジュニア世界選手権自転車競技大会
  - 個人追抜 3位
  - 団体追抜 2位

2005年
- ドイツ選手権・ジュニア部門 
  - 個人追抜 優勝
  - 団体追抜 優勝
  - ITT 優勝

2006年、テューリンガー・エネルギーと契約。
2008年
- インターナティオナーレ・テューリンガー・ルントファールト 総合優勝
- ロードレース世界選手権U23部門・ITT 2位

2009年
- ドイツ選手権
  - 個人追抜 優勝
- ロードレース世界選手権U23部門・ITT 3位

2010年、チーム・HTC - コロンビア（後のチーム・HTC - ハイロード）に移籍。
2011年
- ジロ・デ・イタリア 第1ステージ チームタイムトライアル(TTT) 優勝

2012年、プロジェクト・1t4i（後の、アルゴス・シマノ）に移籍。